# يوهان فيليب فون ورزلبور
يوهان فيليب فون ورزلبور (بالألمانية: Johann Philipp von Wurzelbau)‏ (و. 1651 – 1725 م) هو عالم فلك من ألمانيا . ولد في نورنبرغ. وكان عضواً في الأكاديمية الفرنسية للعلوم، والأكاديمية البروسية للعلوم .
توفي في نورنبرغ، عن عمر يناهز 74 عاماً.